# پاتریک گیبسون (بازیگر)
پاتریک لئو کنی گیبسون (انگلیسی: Patrick Leo Kenny-Gibson؛ زادهٔ ۱۹ آوریل ۱۹۹۵) هنرپیشه اهل ایرلند است.
از فیلم‌ها یا برنامه‌های تلویزیونی که وی در آن نقش داشته است، می‌توان به ناقوس جنگ، اوای، در قابل حمل، سایه و استخوان و تاریک‌ترین ذهن‌ها اشاره کرد. از سال ۲۰۲۴، او در نقش دکستر مورگان جوان در مجموعه تلویزیونی پیش‌درآمد دکستر: گناه اصلی بازی کرده است.